# سيكوالس
سيكوالس (بالإيطالية: Sequals) هي بلدية تقع في مقاطعة بوردينوني التابعة لمنطقة فريولي فينيتسيا جوليا شمال شرقي إيطاليا، وتبعد حوالي 100 كم شمال غرب ترييستي وحوالي 25 كم شمال شرق مدينة بوردينوني.
تحدها البلديات التالية: أربا، كافاسو نوفو، ميدونو، بينزانو آل تاليامنتو، سيليمبيرجو، ترافيسيو.

## المدن التوأمة
- ريبا تياتينا

## وصلات خارجية
- الموقع الرسمي لبلدية سيكوالس (ب[غير محدد] خطأ: {{اللغة-؟؟}}: لا نص (مساعدة))

قالب:مقاطعة بوردينوني
1. ↑  "البيانات السكانية والإحصاءات الأخرى" (بالإيطالية). المعهد الوطني الإيطالي للإحصاء. Archived from the original on 2022-04-23. Retrieved 2019-03-16.